# Olympische Sommerspiele 1976/Teilnehmer (Rumänien)
| Gelbes Symbol für Goldmedaillen mit stilisierten Olympischen Ringen | Graues Symbol für Silbermedaillen mit stilisierten Olympischen Ringen | Braundes Symbol für Bronzemedaillen mit stilisierten Olympischen Ringen |
| ------------------------------------------------------------------- | --------------------------------------------------------------------- | ----------------------------------------------------------------------- |
| 4                                                                   | 9                                                                     | 14                                                                      |

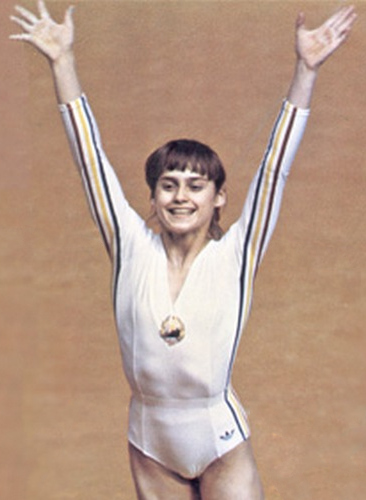
Nadia Comăneci erhielt zum ersten Mal in der Turngeschichte die Bestnote 10,0

Rumänien nahm an den Olympischen Sommerspielen 1976 in Montreal mit einer Delegation von 157 Athleten teil. Fahnenträger bei der Eröffnungsfeier war der Ringer Nicolae Martinescu. Die erfolgreichste Sportlerin war die Turnerin Nadia Comăneci, die fünf Medaillen gewann.

## Teilnehmer nach Sportarten

### Boxen
- Simion Cuțov, Silber
- Mircea Simon, Silber
- Costică Dafinoiu, Bronze
- Alec Năstac, Bronze
- Victor Zilberman, Bronze
- Gheorghe Ciochină
- Remus Cosma
- Calistrat Cuțov
- Vasile Didea
- Constantin Gruiescu
- Faredin Ibrahim

### Fechten
- Dan Irimiciuc, Bronze
- Corneliu Marin, Bronze
- Marin Mustață, Bronze
- Alexandru Nilca, Bronze
- Ioan Pop, Bronze
- Magdalena Bartoș
- Petrică Buricea
- Ana Pascu
- Ileana Jenei
- Nicolae Iorgu
- Petru Kuki
- Marcela Moldovan-Zsak
- Tudor Petruș
- Anton Pongratz
- Ioan Popa
- Ecaterina Stahl
- Paul Szabo
- Mihai Țiu

### Gewichtheben
- Dragomir Cioroslan

### Handball
- Ștefan Birtalan, Silber
- Adrian Cosma, Silber
- Cezar Drăgăniță, Silber
- Alexandru Fölker, Silber
- Cristian Gațu, Silber
- Mircea Grabovschi, Silber
- Roland Gunesch, Silber
- Gabriel Kicsid, Silber
- Ghiță Licu, Silber
- Nicolae Munteanu, Silber
- Cornel Penu, Silber
- Werner Stöckl, Silber
- Constantin Tudosie, Silber
- Radu Voina, Silber
- Simona Arghir
- Maria Bosi
- Doina Cojocaru
- Doina Furcoi
- Iuliana Hobincu
- Elisabeta Ionescu
- Viorica Ionică
- Maria Lackovics
- Georgeta Lăcustă
- Magdalena Mikloș
- Cristina Petrovici
- Constantina Pițigoi
- Niculina Sasu
- Rozalia Șoș

### Kanu
- Vasile Dîba, Gold , Bronze
- Gheorghe Danielov, Silber
- Gheorghe Simionov, Silber
- Policarp Malîhin, Bronze
- Larion Serghei, Bronze
- Nicușor Eșanu
- Nastasia Nichitov
- Agafia Orlov
- Ivan Patzaichin
- Vasile Simioncenco
- Nicolae Simionenco
- Maria Mihoreanu
- Mihai Zafiu

### Leichtathletik
- Gheorghe Megelea, Bronze
- Valeria Ștefănescu
- Gheorghe Cefan
- Carol Corbu
- Ilie Floroiu
- Gheorghe Ghipu
- Natalia Mărășescu
- Argentina Menis
- Iosif Naghi
- Cornelia Popa
- Maricica Puică
- Ileana Silai
- Doina Spînu
- Mariana Suman
- Elena Vintilă
- Éva Zörgő

### Ringen
- Gheorghe Berceanu, Silber
- Nicu Gîngă, Silber
- Ștefan Rusu, Silber
- Roman Codreanu, Bronze
- Stelian Morcov, Bronze
- Ladislau Șimon, Bronze
- Constantin Alexandru
- Gigel Anghel
- Mihai Boțilă
- Gheorghe Ciobotaru
- Petre Coman
- Petre Dicu
- Ion Enache
- Vasile Iorga
- Constantin Măndilă
- Nicolae Martinescu
- Enache Panait
- Ion Păun
- Marin Pîrcălabu

### Rudern
- Felicia Afrăsiloaie, Bronze
- Elena Giurcă, Bronze
- Elisabeta Lazăr, Bronze
- Maria Micșa, Bronze
- Ioana Tudoran, Bronze
- Elena Avram
- Marioara Constantin
- Ernest Gal
- Dumitru Grumezescu
- Walter Lambertus
- Aurelia Marinescu
- Aneta Matei
- Marinela Maxim
- Georgeta Militaru
- Iuliana Munteanu
- Elena Oprea
- Florica Petcu
- Marlena Predescu
- Nicolae Simion
- Filigonia Tol
- Ștefan Tudor

### Schießen
- Corneliu Ion
- Dan Iuga
- Ștefan Kaban
- Adalbert Oster
- Nicolae Rotaru
- Marin Stan
- Gheorghe Vasilescu

### Turnen

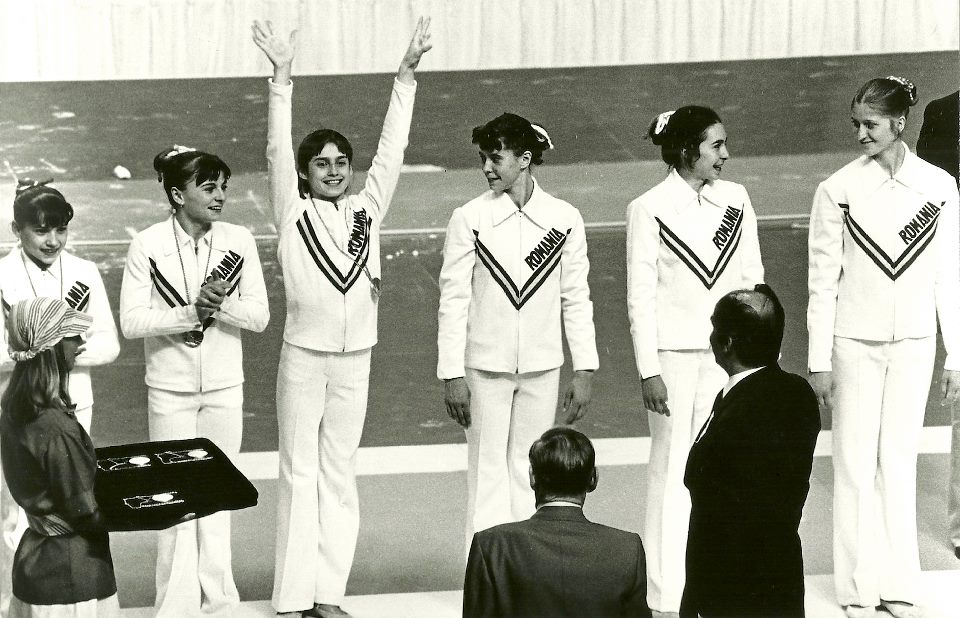
Die rumänische Turnriege gewann Silber; 3. v. l. Nadia Comăneci

- Nadia Comăneci, 3 × Gold , Silber , Bronze
- Teodora Ungureanu, 2 × Silber , Bronze
- Mariana Constantin, Silber
- Georgeta Gabor, Silber
- Anca Grigoraș, Silber
- Gabriela Trușcă, Silber
- Dan Grecu, Bronze
- Mihai Borș
- Sorin Cepoi
- Ion Checicheș
- Ștefan Gal
- Nicolae Oprescu

### Wasserball
- Adrian Nastasiu
- Dinu Popescu
- Liviu Răducanu
- Viorel Rus
- Claudiu Rusu
- Cornel Rusu
- Adrian Schervan
- Florin Slăvei
- Ilie Slăvei
- Doru Spînu
- Gheorghe Zamfirescu